# Edward Arthur Evacustes Phipson
 (juillet 2012).
Pour l’article homonyme, voir Thomas Phipson.
Edward Arthur Phipson (9 février 1854 à Kings Norton près de Birmingham en Angleterre - 1931 à Rye dans le Sussex en Angleterre) est un peintre anglais, spécialisé dans les paysages urbains.
Américanophile, il prend le nom d'Evacustes A. Phipson.

## Biographie
Ayant voyagé en Europe, et en Australie où il fait banqueroute, il rentre en 1899 en Angleterre. Il va parcourir le pays et vivre de sa peinture. Aquarelliste, il s'est spécialisé dans les vues de villes et d'architecture.
Le Victoria and Albert Museum de Londres conserve de cet artiste de nombreuses vues de Normandie, de Bretagne, du Kent et du Sussex, à l'aquarelle. On trouve ses œuvres également dans les musées suivants en Angleterre : Hitchin Museum, Shrewsbury Museum, St Albans Museum.

## Référence
1. ↑  Dictionnaire des Peintres, Bénézit, Edition Gründ, 1999, p. ???